# Barylypa unidentata
Barylypa unidentata är en stekelart som beskrevs av Dasch 1984. Barylypa unidentata ingår i släktet Barylypa och familjen brokparasitsteklar. Inga underarter finns listade.